# ビリビノ原子力発電所
ビリビノ原子力発電所（ビリビノげんしりょくはつでんしょ）とは、チュクチ自治管区ビリビノにある原子力発電所である。町と鉱山に電力を供給する他、地域熱供給用の熱も供給している。
ビリビノは鉱山の町として開発された町であり、他の地区との交通の便がきわめて悪い。このため、発電用・暖房用燃料の輸送費が高くつき、本来なら発電原価が高くなる小型の原子炉を使って熱電併給した方がかえって安くつくことから原子力発電所の建設が決定された。1970年に着工し、1974年から1977年にかけて4基が運転を開始した。
原子炉は熱出力6.5万kW 電気出力1.2万kW、供給熱15Gcal/hのEGP-6 とよばれる黒鉛減速沸騰軽水圧力管型原子炉であり、小型のため自然循環で熱を取り出す受動安全設計を大幅に採り入れた設計となっている。また、液体の水が得にくい北極圏であるため空冷で復水器が動作するように設計されている。
電力需要が減ったため、現在出力を半分にして運用されている。
老朽化のため、2020年ごろからペヴェクに係留する水上原子力発電所アカデミック・ロモノソフに代わって順次廃炉する予定であり、1号機は2019年1月23日に廃止措置に入った。一方、2号機は再度運転期間が延長され、2025年までとなった。3、4号機も延長手続きに入っている。

## パワーユニット
| パワーユニット | 形式  | 出力   | 出力   | 着工       | 送電網への接続 | 試運転     | 閉鎖        |
| パワーユニット | 形式  | ネット | グロス | 着工       | 送電網への接続 | 試運転     | 閉鎖        |
| -------------- | ----- | ------ | ------ | ---------- | -------------- | ---------- | ----------- |
| Билибино-1     | EGP-6 | 11 MW  | 12 MW  | 01.01.1970 | 12.01.1974     | 01.04.1974 | 14.01.2019  |
| Билибино-2     | EGP-6 | 11 MW  | 12 MW  | 01.01.1970 | 30.12.1974     | 01.02.1975 | 31.12.2025  |
| Билибино-3     | EGP-6 | 11 MW  | 12 MW  | 01.01.1970 | 22.12.1975     | 01.02.1976 | 2025 (予定) |
| Билибино-4     | EGP-6 | 11 MW  | 12 MW  | 01.01.1970 | 27.12.1976     | 01.01.1977 | 2021 (予定) |